# Cantó de Douvres-la-Délivrande
El cantó de Douvres-la-Délivrande és un cantó francès del departament de Calvados, situat al districte de Caen. Té 10 municipis i el cap es Douvres-la-Délivrande.

## Municipis
- Bernières-sur-Mer
- Cresserons
- Douvres-la-Délivrande
- Hermanville-sur-Mer
- Langrune-sur-Mer
- Lion-sur-Mer
- Luc-sur-Mer
- Mathieu
- Plumetot
- Saint-Aubin-sur-Mer

## Història
| Data d'elecció                           | Identitat        | Partit                     | Qualitat |
| ---------------------------------------- | ---------------- | -------------------------- | -------- |
| 1945-1970                                | Louis Tesnière   | Divers droite              |          |
| 1970-1988                                | Jean Chabriac    | Divers droite              |          |
| 1988-2001                                | Pierre Letellier | UDF                        |          |
| 2001-2008                                | Laurent Huet     | UDF, després divers droite |          |
| 2008-                                    | Maryvonne Mottin | PRG                        |          |
| les dades anteriors no són pas conegudes |                  |                            |          |
|                                          |                  |                            |          |

## Demografia
| A partir de 1990: Població sense dobles comptes |